# Port lotniczy Timbuktu
Port lotniczy Timbuktu (IATA: TOM, ICAO: GATB) – port lotniczy położony w Timbuktu, w Mali.

## Linie lotnicze i połączenia
| Linia Lotnicza | Kierunek           |
| -------------- | ------------------ |
| Sky Mali       | 1. Bamako 2. Mopti |